# Orbita planetocentrica
In astronomia e astronautica si dice orbita planetocentrica una qualsiasi orbita attorno a un pianeta, da non confondere con l'orbita specifica di questo pianeta.

## Orbite planetocentriche nel nostro sistema solare
- Orbita ermeocentrica
- Orbita citerocentrica
- Orbita geocentrica
- Orbita areocentrica
- Orbita zenocentrica
- Orbita cronocentrica
- Orbita uranocentrica
- Orbita poseidocentrica